# Bombardement de Belgrade (1914)
Pour les articles homonymes, voir Bombardement de Belgrade.
Campagne de Serbie (1914) du front des Balkans lors de la Première Guerre mondiale
Batailles
Front des Balkans
- Front austro-serbe : Campagne de Serbie (7-1914)
- Campagne de Serbie (10-1915)
- Le Cer (8-1914)
- La Kolubara (9-1914)
- Salonique (10-1915
- Krivolak (10-1915)
- Kosovo (11-1915)
- Kosturino (12-1915)
- 1re Doiran (8-1916)
- Strymon (8-1916)
- Kaïmatchalan (9-1916)
- 1re Monastir (9-1916)
- 2e Monastir (3-1917)
- 2e Doiran (4-1917)
- Skra-di-Legen (5-1918)
- Vardar (9-1918)
- Dobropolje (9-1918)
- 3e Doiran (9-1918)
- Uskub (9-1918)
- Campagne de Serbie (9-1918)

Front d'Europe de l'Ouest
Front italien
Front d'Europe de l'Est
Front africain
Front du Moyen-Orient
Bataille de l'Atlantique
Le bombardement de Belgrade est une attaque menée par l'Autriche-Hongrie contre la capitale serbe dans la nuit du 28 au 29 juillet 1914. Elle est considérée comme la première action militaire de la Première Guerre mondiale.
Le bombardement commence quelques heures après la déclaration de guerre austro-hongroise à la Serbie (en). Trois navires de guerre de la flottille autrichienne du Danube (en) ouvrent le feu sur la capitale serbe, suivis au petit matin par l'artillerie des Habsbourg depuis la ville de Semlin (Zemun) de l'autre côté de la Save. Les bombardements sporadiques causent des dégâts considérables et marquent le début de la première campagne serbe. En apprenant la nouvelle, le gouvernement du tsar Nicolas II ordonne la mobilisation générale de l'armée impériale russe. Le bombardement est suivi, le 12 août, par l'invasion de la Serbie par les Balkanstreitkräfte (en) des Habsbourg.

## Contexte
Après l'assassinat de l'archiduc François-Ferdinand, le 23 juin 1914, le gouvernement autrichien, alléguant une implication officielle serbe, lance un ultimatum qui expire le 25 juillet. La Serbie répond dans le délai imparti, mais Vienne rejette toute négociation, déclare la réponse serbe insatisfaisante, rompt les relations diplomatiques avec la Serbie et ordonne la mobilisation militaire.

## Prélude

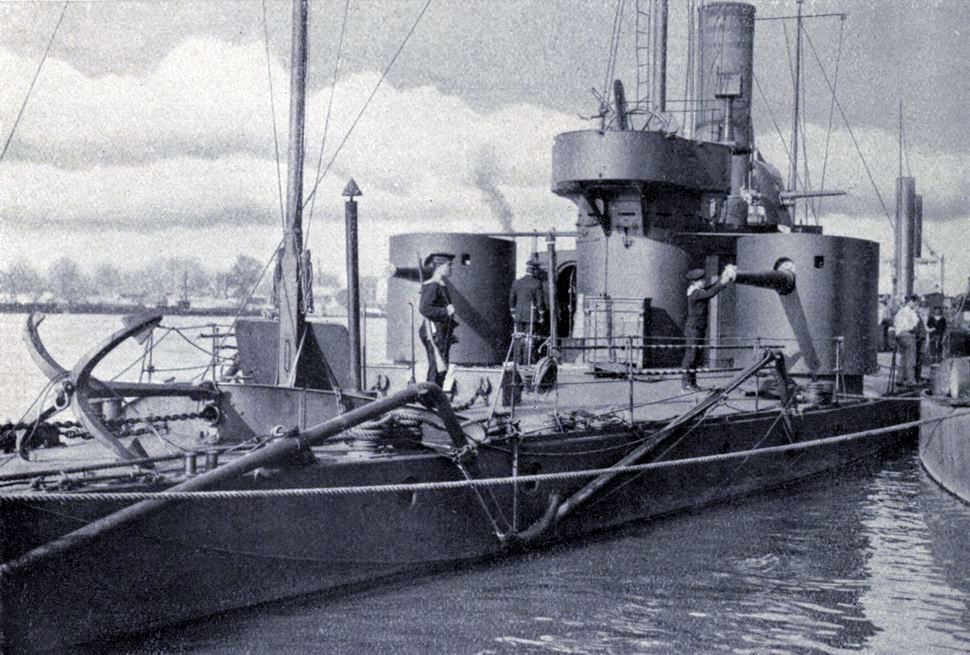
Le SMS Bodrog est l'un des trois moniteurs qui bombardent Belgrade.

L'une des faiblesses majeures de la Serbie est la situation de sa capitale Belgrade, au confluent du Danube et de la Save, juste en face de l'Autriche-Hongrie. À la mi-juillet, la flottille autrichienne du Danube, un groupe naval de la marine impériale et royale basé en amont à Semlin (Zemun), reçoit l'ordre de se préparer au combat. La flottille doit être utilisée comme soutien d'artillerie des forces armées austro-hongroises. À peu près au même moment, un groupe de surveillance autrichien est envoyé de Budapest et le déploiement de canonnières, de remorqueurs et de patrouilleurs sur le Danube commence. Le groupe de surveillance de la Sava (SMS Maros, SMS Leitha, navire-hôpital Traisen et remorqueur Traun), faisant partie de la flottille du Danube mais subordonné au commandant de la 7e division d'infanterie, est envoyé à Brčko dans le nord-est de la Bosnie. La tâche de la flottille est de préparer la traversée des troupes sur la Save et le Danube.
Le 25 juillet, une proclamation royale ordonne la mobilisation de l'armée serbe, l'appel est rapide et efficace, comme il a été exécuté plusieurs fois au cours des années précédentes, le gouvernement serbe se déplace à Niš et l'évacuation de Belgrade commence. La division serbe du Danube est chargée de défendre Belgrade mais n'a pas encore été déployée au nord de la ville, aucune artillerie ni mitrailleuse n'est en place pour se défendre contre une attaque de canonnière. Un groupe de gendarmes, un détachement tchetnik (en) sous Voja Tankosić et une compagnie du 18e régiment d'infanterie sont les seules unités défendant la capitale serbe.
Le 28 juillet après-midi, la déclaration de guerre est communiquée au haut commandement austro-hongrois (AOK) et un télégramme est envoyé au gouvernement serbe à Niš. Une réunion organisée par le commandant de la 14e brigade d'infanterie, le colonel Emil von Baumgartner, a lieu le soir même. Il est décidé que quelques minutes après minuit, trois surveillants fluviaux partiront pour sécuriser les ponts sur la Save entre Semlin et Belgrade.

## Bombardement de Belgrade
Vers minuit, trois remorqueurs autrichiens tirant des barges chargées d'infanterie et escortés par un monitor, se dirigent vers Donji Grad, la forteresse serbe inférieure. Après avoir essuyé des tirs intenses d'un détachement d'irréguliers serbes, les remorqueurs et leur barge abandonnent la tentative de débarquement et se dirigent plutôt vers le pont ferroviaire. Vers 1 h 0 du matin, ayant anticipé que les Austro-Hongrois tenteront de traverser le pont ferroviaire qui relie leur pays à l'Empire des Habsbourg, un détachement de tchetniks appartenant à l'unité du major Tankosić dynamite le pont sur la Save, alors que les monitors du 1er groupe manœuvrent encore.

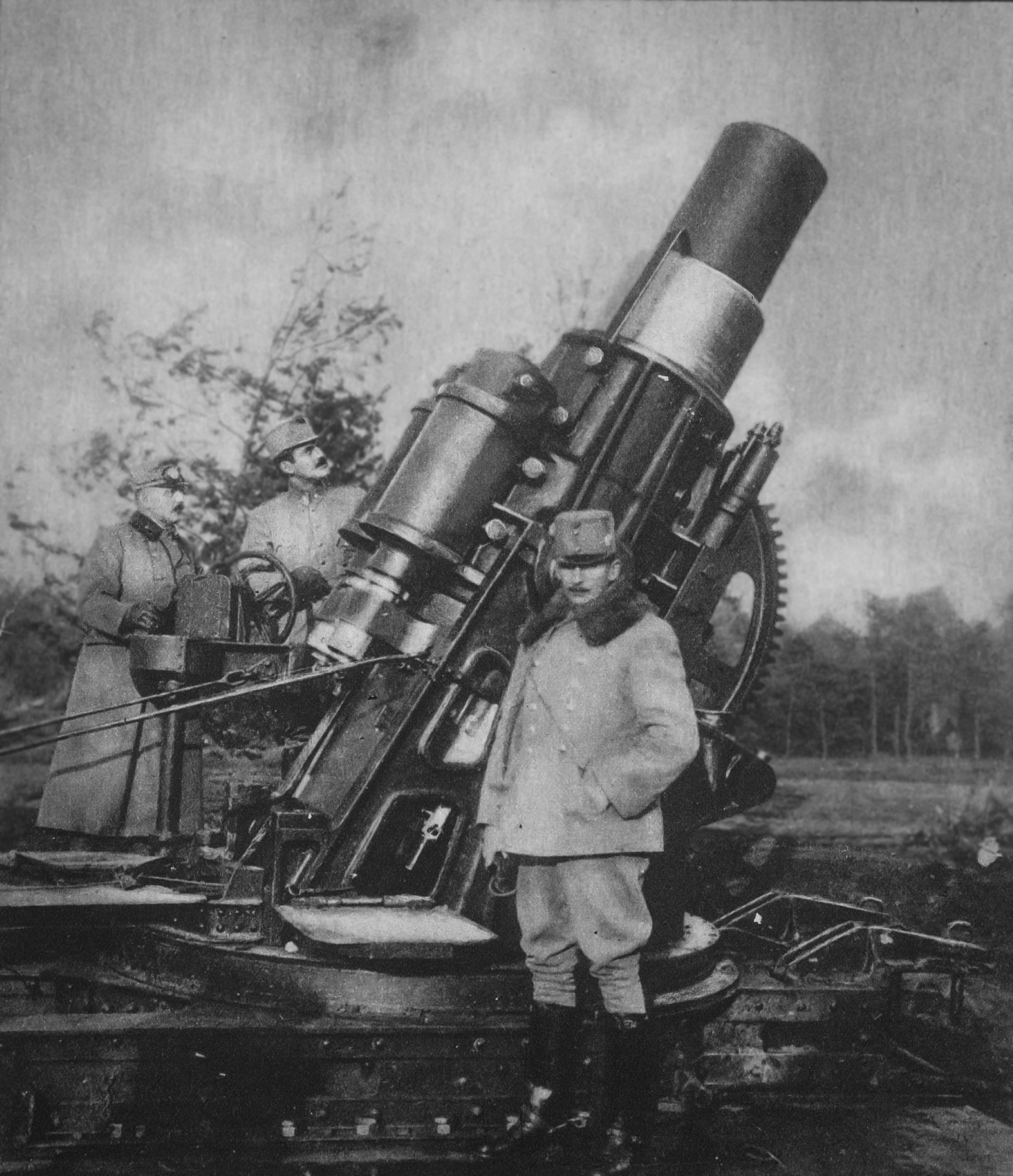
Un mortier Škoda de 305 mm utilisé par l'armée austro-hongroise pour tirer sur Belgrade à travers la Save.

À 2 h 0 du matin, deux navires de surveillance fluviale, le SMS Bodrog et le SMS Szamos, rejoignent le SMS Temes à une distance de 3,5 kilomètres de Belgrade, en face de la Grande Île de la guerre, au confluent du Danube et de la Save. Le groupe de surveillance est sous le commandement du capitaine de frégate Friedrich Grund. Les canonnières commencent à tirer des obus à fusée de 12 cm sur le côté serbe. Faute d'artillerie lourde pour répondre, les serbes sont incapables de percer les flancs des bateaux fluviaux lourdement blindés. Une fois que les navires de surveillance cessent de tirer pour évaluer leur impact, les serbes commencent à tirer sur les navires de la flottille fluviale depuis les murs de la forteresse de Belgrade et depuis la Grande Île de la guerre. Les navires de surveillance tirent des obus à éclats en réponse, puis se rapprochent de la forteresse de Belgrade, ouvrant à nouveau le feu avec des obus à fusée de 12 cm, visant la station de radio située dans le parc de Kalemegdan et le quartier de Topčidersko brdo.
À 5 h 0 du matin, l'artillerie des Habsbourg située à Bežanija et Semlin, l'avant-poste oriental de l'Autriche-Hongrie de l'autre côté de la Save (aujourd'hui une partie de Belgrade), ouvre le feu sur la ville et le Kalemegdan en utilisant des obusiers Krupp (en) et des mortiers Skoda de 305 mm.
Le 29 juillet à 6 h 0 du matin, un obus touche un bâtiment à Grčka Kraljica (en) sans faire de victimes, d'autres obus sont tirés et une école secondaire, des hôtels, des banques et une usine sont touchés. Les obus continuent à tomber sur Belgrade et Kalemegdan tout au long de la journée, touchant des dizaines de bâtiments. Les bombardements se poursuivent sans interruption pendant huit jours supplémentaires, frappant des églises, des écoles, des musées, des hôpitaux et d'autres cibles civiles en violation flagrante de l'article 27 de la Convention de La Haye dont l'Autriche-Hongrie est signataire.

## Victimes

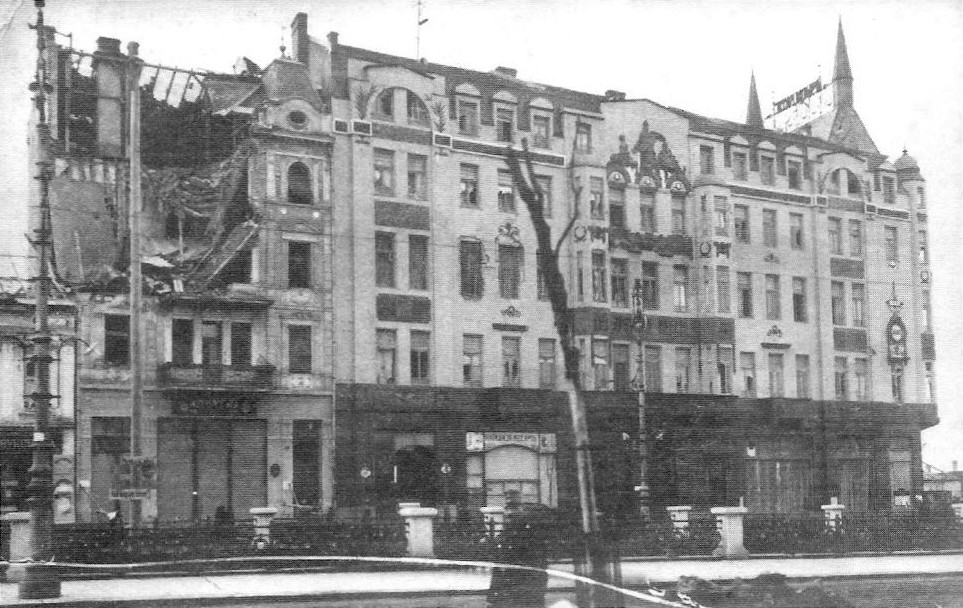
Bâtiment endommagé à côté de l'hôtel Moskva.

Les victimes du bombardement sont Dušan Ðonović, étudiant et membre du groupe tchetnik de Jovan Babunski (en), et du côté austro-hongrois Karl Eberling, capitaine du premier remorqueur et Mikhail Gemsberger, son timonier. Lorsque le remorqueur d'Eberling s'échoue, les soldats paniqués regagnent le rivage à la nage ou se noient.

## Conséquences
Le 29 juillet, le gouvernement russe annonce officiellement à Berlin qu'il a mobilisé quatre districts militaires (en). Le 30 juillet, la mobilisation générale est ordonnée. Le 31 juillet, l'état de guerre imminente est proclamé en Allemagne et le mécanisme de mobilisation et de contre-mobilisation commence. Les bombardements constants sur les villes et villages frontaliers de la Serbie continuent jusqu'à la deuxième semaine d'août. Le 12 août, les VIIIe et XIIIe corps de la 5e armée des Habsbourg (en), soutenus par le IVe corps de la 2e armée, tous faisant partie de la Balkanstreitkräfte, traversent la Drina depuis la Bosnie et la première invasion de la Serbie commence.